# Marienkapelle (Bettenried)

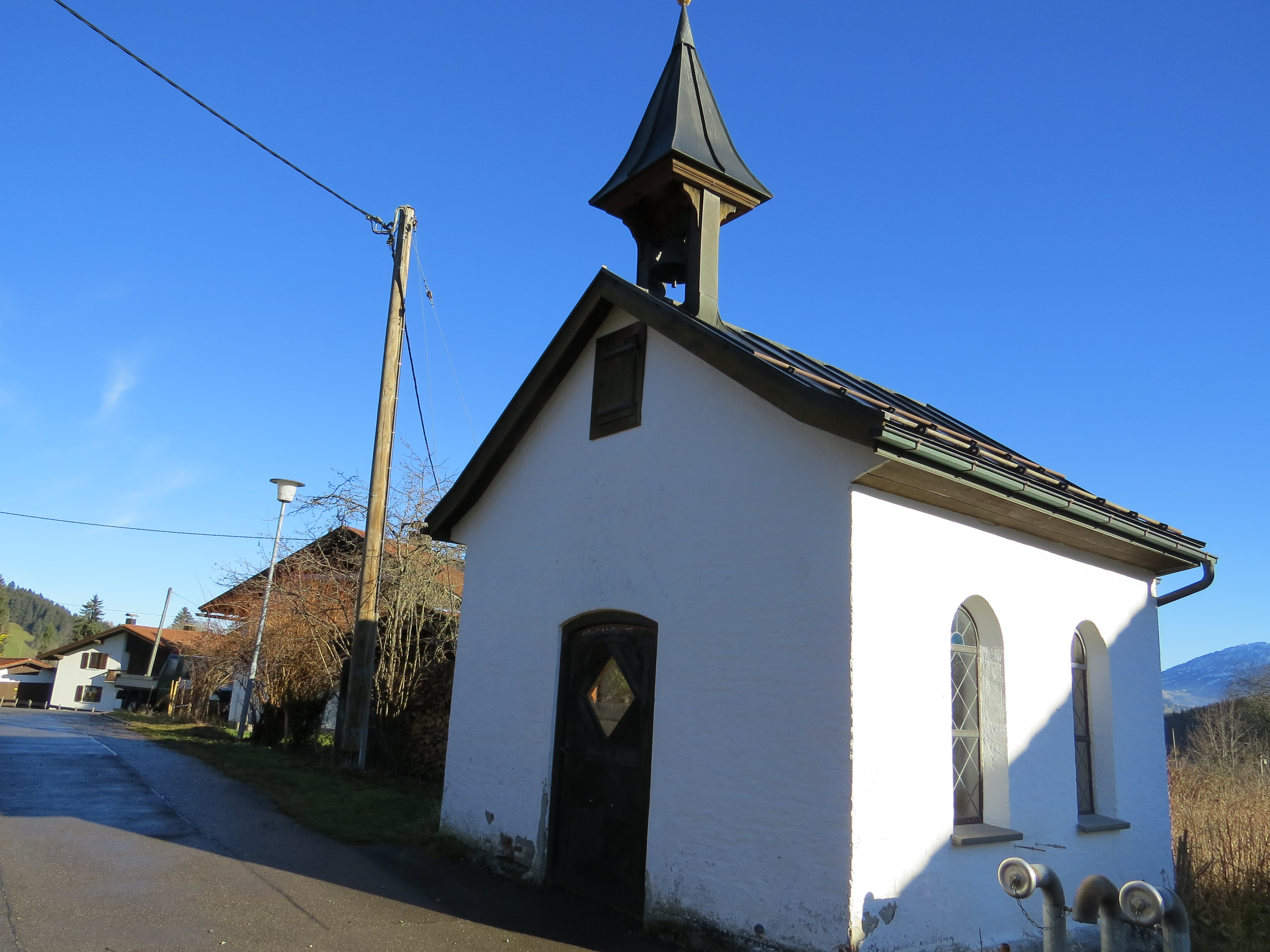
Kapelle in Bettenried

Die Marienkapelle im Ofterschwanger Ortsteil Bettenried ist ein Bauwerk des 19. Jahrhunderts.

## Geschichte und Beschreibung
Maurermeister Franz-Anton Hörmann aus Hinang errichtete die Kapelle im Jahr 1856, eingeweiht werden konnte das Bauwerk aber erst am 19. Oktober 1860, weil die königliche Baubehörde in Kempten nach der Erstellung noch Änderungswünsche geltend gemacht hatte. Die Kapelle ist der Jungfrau Maria geweiht, ihr Schutzpatron ist der heilige Magnus.
Zur Ausstattung gehören ein Vortragekreuz aus dem Jahr 1860 sowie zwei Hinterglasbilder, die die Heiligen Nepomuk und Theresia darstellen, außerdem ein Ölgemälde. 1984 wurde mit umfangreichen Renovierungsarbeiten begonnen. Unter anderem musste das Dach saniert werden, das ursprünglich mit Holzschindeln gedeckt und dann durch ein Ziegeldach ersetzt worden war. Im Zuge der Sanierungsmaßnahmen wurde der gesamte Dachstuhl erneuert und anschließend mit Kupferblech eingedeckt. Mauern und Verputz wurden saniert, Holzboden, Unterbau und Gestühl wurden entfernt. Der Innenraum wurde mit einer Bodenplatte aus Beton versehen, der mit Baustahlgewebe armiert wurde. Altarraum und Gang wurden anschließend mit Platten ausgelegt und ein neues, helles Holzgestühl wurde eingebaut. Die Rundbogenfenster wurden erneuert und die Kreuzigungsgruppe wurde von Otto Diringer restauriert.